# Chalk Farm (metrostation)
Chalk Farm is een station van de metro van Londen aan de Northern Line dat is geopend in 1907. Met iets minder dan vijf miljoen in- en uitstappers in 2011 is Chalk Farm een van de drukste stations aan de Edgware-tak van de Northern Line.

## Geschiedenis
Het station werd op 22 juni 1907 geopend door de Charing Cross, Euston & Hampstead Railway (CCE & HR) voor de metrodienst tussen Golders Green en Charing Cross. Als onderdeel van de invoering van gelijkvormige opschriften op alle lijnen van de UERL, de eigenaar van o.a. CCE&HR, werd in 1908 het opschrift 'UndergrounD' toegevoegd. In 1913 kocht UERL ook de City and South London Railway (C&SLR) die ze wilde integreren in haar netwerk aan de noordkant van de Theems. De C&SLR had smallere tunnels dan de standaard tubes en moest dus worden omgebouwd. Door het uitbreken van de Eerste Wereldoorlog werden de plannen uitgesteld. In 1923 en 1924 werd de lijn aan de noordkant verlengd tot Edgware, op 20 april 1924 was de aansluiting van de C&SLR op de CCE&HR gereed zodat de diensten ten zuiden van Chalk Farm afwisselend naar de City of Charing Cross reden. In 1926 kwam ook een rechtstreekse tunnel van Charing Cross naar Kennington gereed zodat het toen via beide takken mogelijk was om zuid Londen te bereiken. Tevens werd de lijn toen doorgetrokken naar Morden. 

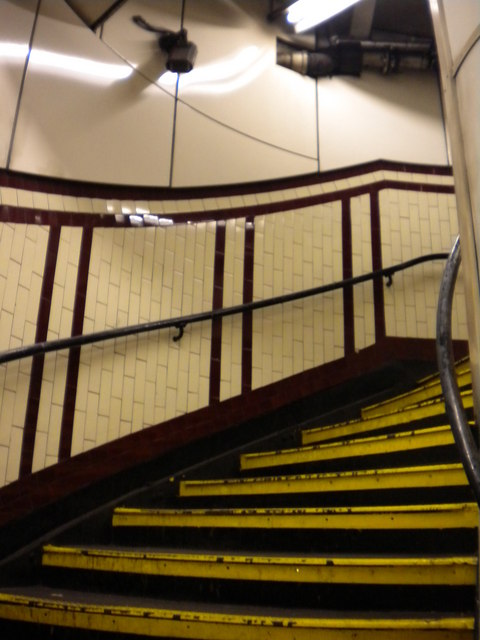
De wenteltrap.
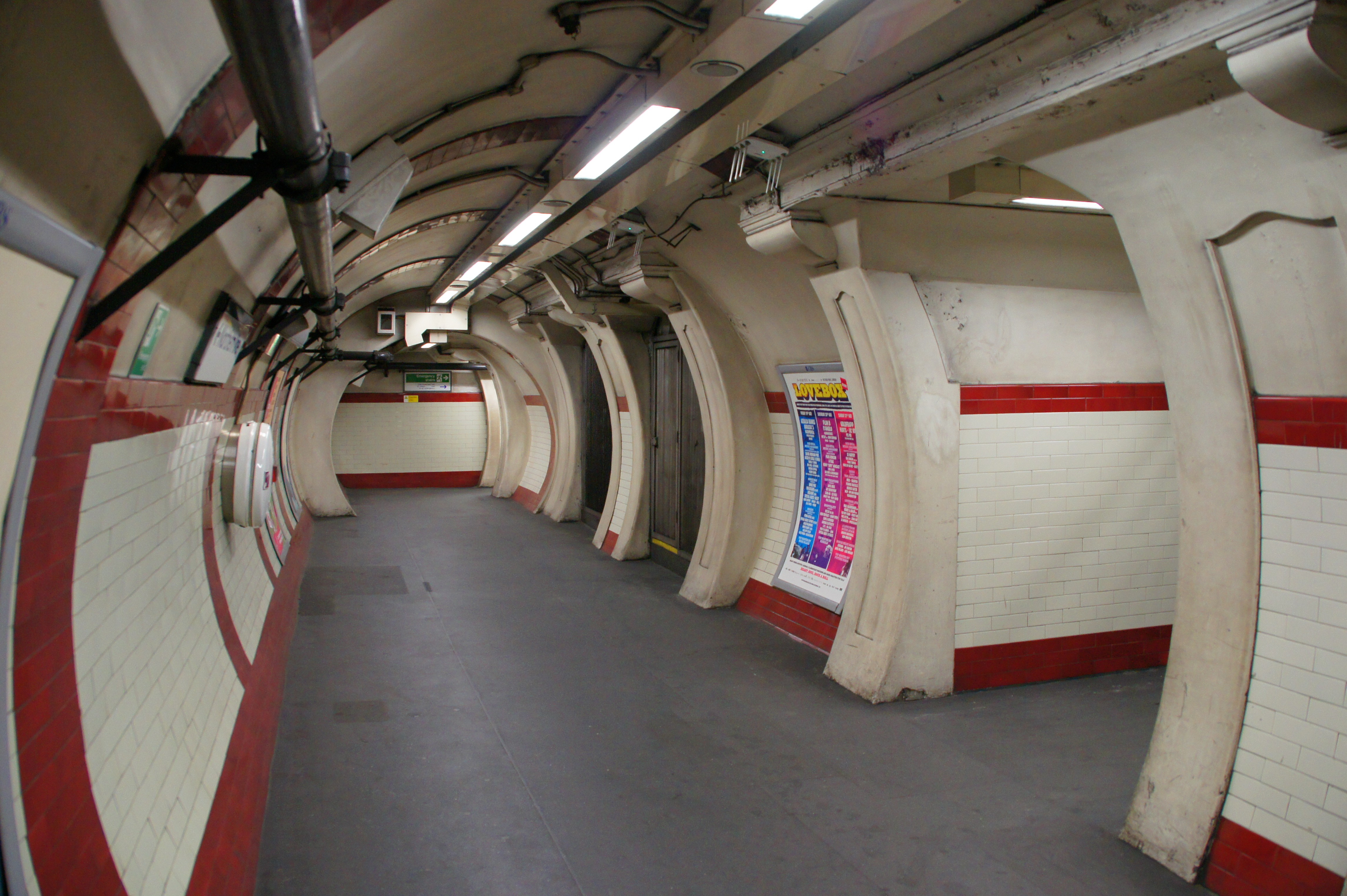
De tussenverdieping.
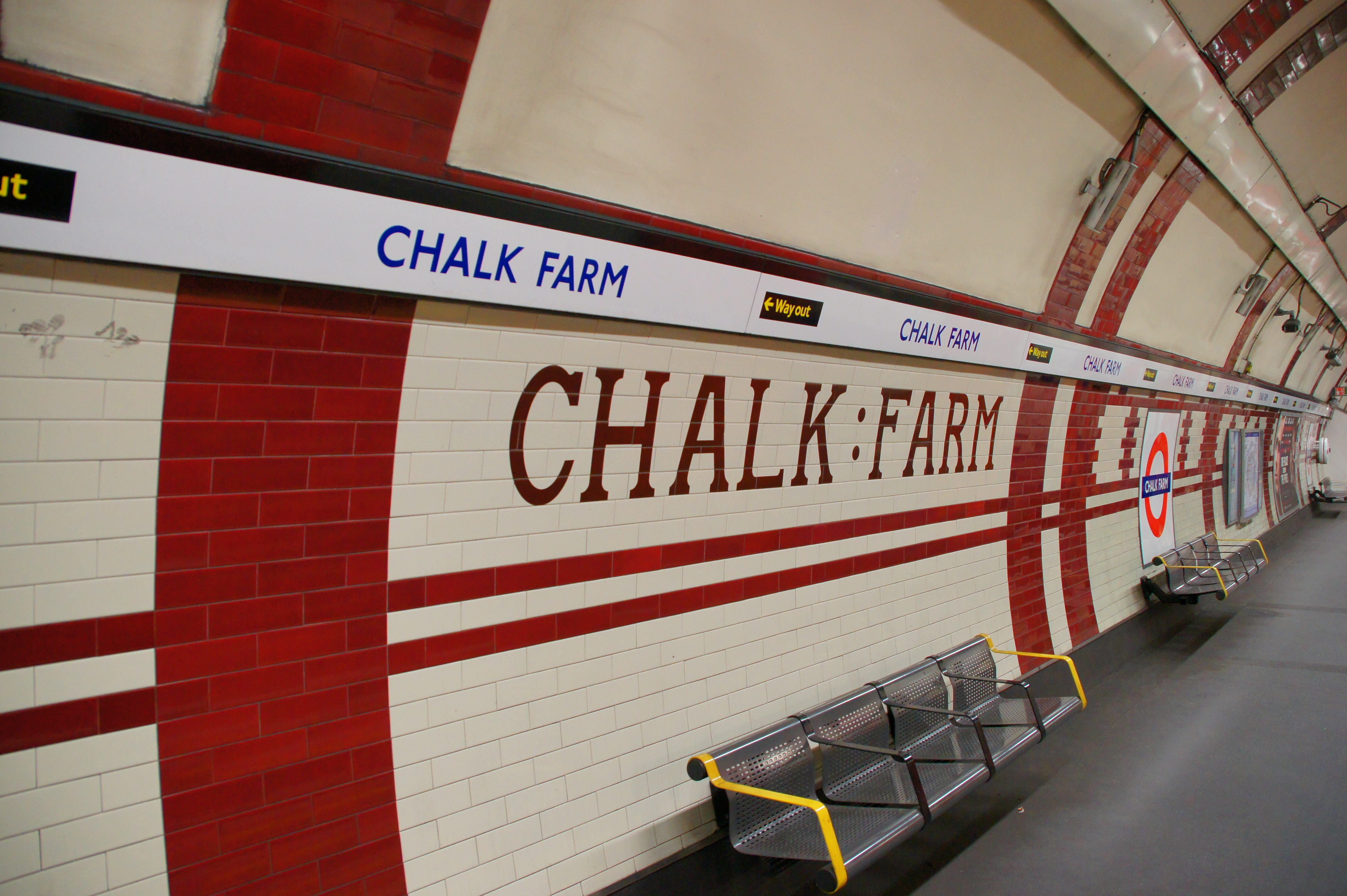
Het tegelwerk van Green langs het perron.

## Ligging en inrichting
Het driehoekige stationsgebouw ligt op de hoek van  Haverstock Hill en Adelaide Road in het centrum van de wijk Chalk Farm. Het gebouw heeft de langste voorgevel van alle stations die door architect Leslie Green zijn ontworpen voor de drie metrolijnen van UERL die zijn geopend in 1906 en 1907. De voor Leslie Green kenmerkende bloedrode geglazuurde gevel is een blikvanger bij het kruispunt. In 2005 voerde tube lines groot onderhoud uit aan het station. Het station is in 2011 op de monumentenlijst geplaatst. Voor de beteling van de wanden van de perrons op 13 meter diepte ontwierp Green een uniek tegelpatroon zodat het station ook herkenbaar is voor laaggeletterden. De perrons zijn met vaste trappen verbonden met een tussenverdieping die op zijn beurt met een wenteltrap en liften is verbonden met de stationshal. Het hoogteverschil van 7 meter is het kleinste van alle liftkokers van de Londense metro.  

## Fotoarchief
- London Transport Museum Photographic Archive
  - Het station voor de opening, begin 1907
  - De stationshal in 1907